# Hauteville-sur-Fier
Hauteville-sur-Fier este o comună în departamentul Haute-Savoie din sud-estul Franței. În 2009 avea o populație de 796 de locuitori.

## Evoluția populației
| An        | 1975 | 1982 | 1990 | 1999 | 2006 | 2009 |
| --------- | ---- | ---- | ---- | ---- | ---- | ---- |
| Populație | 349  | 407  | 500  | 685  | 814  | 796  |